# Matrix (archeologia)
Il matrix di Harris (conosciuto anche come diagramma stratigrafico o più semplicemente matrix) è un diagramma utilizzato per rappresentare in maniera astratta la successione temporale della formazione degli strati di suolo, dell'uso delle superfici (anche dette interfacce), della costruzione delle murature e della loro distruzione all'interno di un sito archeologico o di un monumento architettonico.

## Storia
Il sistema fu inventato nel 1973 dall'archeologo Edward C. Harris e da lui prese il nome. Harris sviluppò i principi del matrix quando dovette organizzare e studiare per conto della Winchester Research Unit le circa diecimila unità stratigrafiche (anche dette US, in plurale UUSS) rinvenute nello scavo della Lower Brook Street (Winchester). La complessità della stratigrafia richiese di elaborare un nuovo metodo di lavoro in grado di gestire le informazioni relative alla sequenza temporale di formazione di tutti gli strati rinvenuti.
Dalla sua formulazione il matrix di Harris non ha subito significative modifiche e risulta oggi ampiamente utilizzato nei progetti di scavo archeologico. In Italia l'uso del matrix è consigliato dall'ICCD.

## Principi
I principi del metodo di Harris sono piuttosto semplici: due unità stratigrafiche possono avere tre tipi di rapporto con le relative implicazioni di cronologia relativa:
1. non hanno rapporto stratigrafico, quindi nessuna relazione cronologica relativa può essere stabilita;
2. sono una sovrapposta all'altra, quindi una US è successiva all'altra;
3. possono essere correlate come parti di un originario deposito stratigrafico, quindi le due US sono eguagliabili e contemporanee.

Harris definisce una Legge di successione stratigrafica come: "Ogni unità stratigrafica trova posto nella sequenza stratigrafica di un sito in una posizione compresa tra la più bassa di tutte le unità stratigrafiche che le giacciono sopra e la più alta di tutte quelle che le giacciono sotto e con le quali ha contatto fisico. Tutte le altre relazioni possono essere considerate ridondanti." Pertanto i rapporti tra US possono essere diretti (anche detti primari) o ridondanti.

## Rappresentazione grafica
I rapporti stratigrafici e la cronologia relativa sono rappresentate in un diagramma di flusso semplificato, a sviluppo verticale, nel quale le US più antiche si trovano in basso e quelle più recenti in alto. Quindi lo strato superficiale (humus, normalmente chiamato US 0) sarà l'US più in alto di tutte nel matrix e il substrato geologico quello più in basso. Ogni linea che collega le US indica che l'US superiore ha un rapporto di copertura con l'US inferiore, e viceversa.
Seguendo la legge di successione stratigrafica di Harris nel diagramma vengono rappresentati soltanto i rapporti diretti: se ad esempio l'US 1, copre sia l'US 2 che l'US 3 e l'US 2 copre l'US 3, allora il rapporto primario dell'US 1 è con l' US 2 e solo questo rapporto è rappresentato nel matrix.
Un'US può coprire, o essere coperta da una o più UUSS e quindi avere uno o più rami al di sotto o al di sopra di essa, tali biforcazioni vengono talvolta chiamate 'forchette'. Le UUSS collocate su due rami verticali paralleli sono UUSS che non hanno rapporti fisici e che quindi possono essere considerati di formazione contemporanea. Per mantenere una coerenza grafica e facilitare la lettura del Matrix è buona norma mantenere la simmetria dei rami nei punti in cui ci sono delle biforcazioni.
Due US eguagliabili sono collocate in due rami verticali paralleli diversi, sono disposte alla stessa altezza e sono collegate da una doppia linea orizzontale.

## Come realizzare un diagramma di Harris
Per rappresentare un diagramma di Harris é sufficiente disporre delle relazioni stratigrafiche tra le UUSS. Seguendo i principi del metodo di Harris le UUSS vengono collocate nel diagramma e vengono tracciati i rami che le collegano.
Il diagramma può essere realizzato semplicemente con carta e penna, con software di grafica vettoriale o CAD. Esistono inoltre alcuni software che agevolano e automatizzano la costruzione del diagramma a partire dai rapporti fisici di copertura tra le unità stratigrafiche.

## Esempio di Matrix di Harris

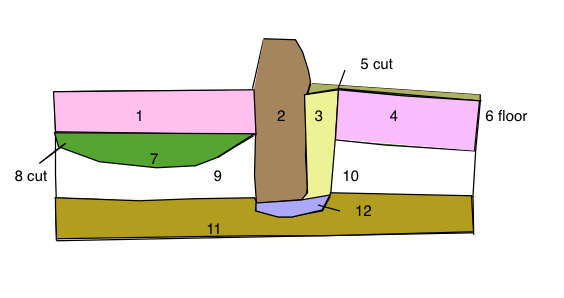
Un esempio di sezione stratigrafica archeologica.
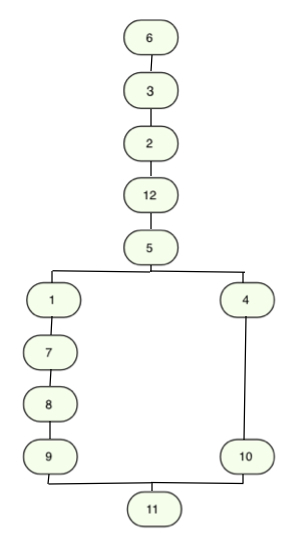
Il matrix di Harris della stratificazione d'esempio.